# City-Arkaden Klagenfurt
Die City Arkaden sind ein Einkaufszentrum in Klagenfurt am Wörthersee. Die Shopping-Galerie ist nach dem Einkaufszentrum Atrio in Villach das flächenmäßig zweitgrößte Einkaufszentrum in Kärnten und liegt am nördlichen Rand der Klagenfurter Innenstadt.
Eröffnet wurden die am St. Veiter Ring gelegenen City Arkaden am 28. März 2006 nach eineinhalb Jahren Bauzeit. Planung und Bau wurden zuvor von Widerstand von Teilen der Bevölkerung und Kaufleuten begleitet, die besonders das Nichtdurchführen einer Umweltverträglichkeitsprüfung und die durch den Bau der City Arkaden eintretende Vernachlässigung der südlichen Innenstadt kritisierten. Für den Bau wurden die Industriegebäude der Neuner Lederfabrik aus dem 19. Jahrhundert geschleift. Diese stand allerdings bereits seit Jahrzehnten leer.
Insgesamt gibt es im Einkaufszentrum auf drei Ebenen über 110 Geschäfte, Cafés und Restaurants mit 30.000 Quadratmetern Verkaufsfläche. Auf zwei Etagen stehen rund 880 kostenpflichtige Parkplätze zur Verfügung. Um ein Verkehrschaos zu vermeiden, wurde der St. Veiter Ring im Bereich der City Arkaden vierspurig ausgebaut. Direkt vor dem Haupteingang befindet sich die Bushaltestelle Heuplatz der Stadtwerke Klagenfurt an der die Linien 40 und 41 regelmäßig im 7- bzw. 15-Minuten-Takt Richtung Hauptbahnhof, Annabichl und Feschnig halten.
40 Unternehmen eröffneten in den City Arkaden ihr erstes Geschäft in Kärnten, 15 sogar ihr erstes in Österreich. Betrieben wird das Einkaufszentrum von der Hamburger ECE-Gruppe. Die City Arkaden sind Teil des Portfolios der börsennotierten Deutsche EuroShop AG.
Es handelt sich hier um die erstmalige Konzeption eines Innenstadt-Einkaufszentrums in der vorliegenden Art in Österreich. Argumentiert wurde dabei vor allem damit, dass auch der Innenstadtbereich von den Kundenfrequenzen des Einkaufszentrums profitieren solle und werde.
Ein ähnliches Gebäude ist auch in Wuppertal-Elberfeld zu finden. Ein Unterschied ist aber, dass die Wuppertaler Arkaden nicht in einen bestehenden Gebäudekomplex integriert, sondern fast gänzlich neu errichtet wurden. Zudem ist die Auswahl an Geschäften und Gastronomiebetrieben dort eine andere.